# Nit

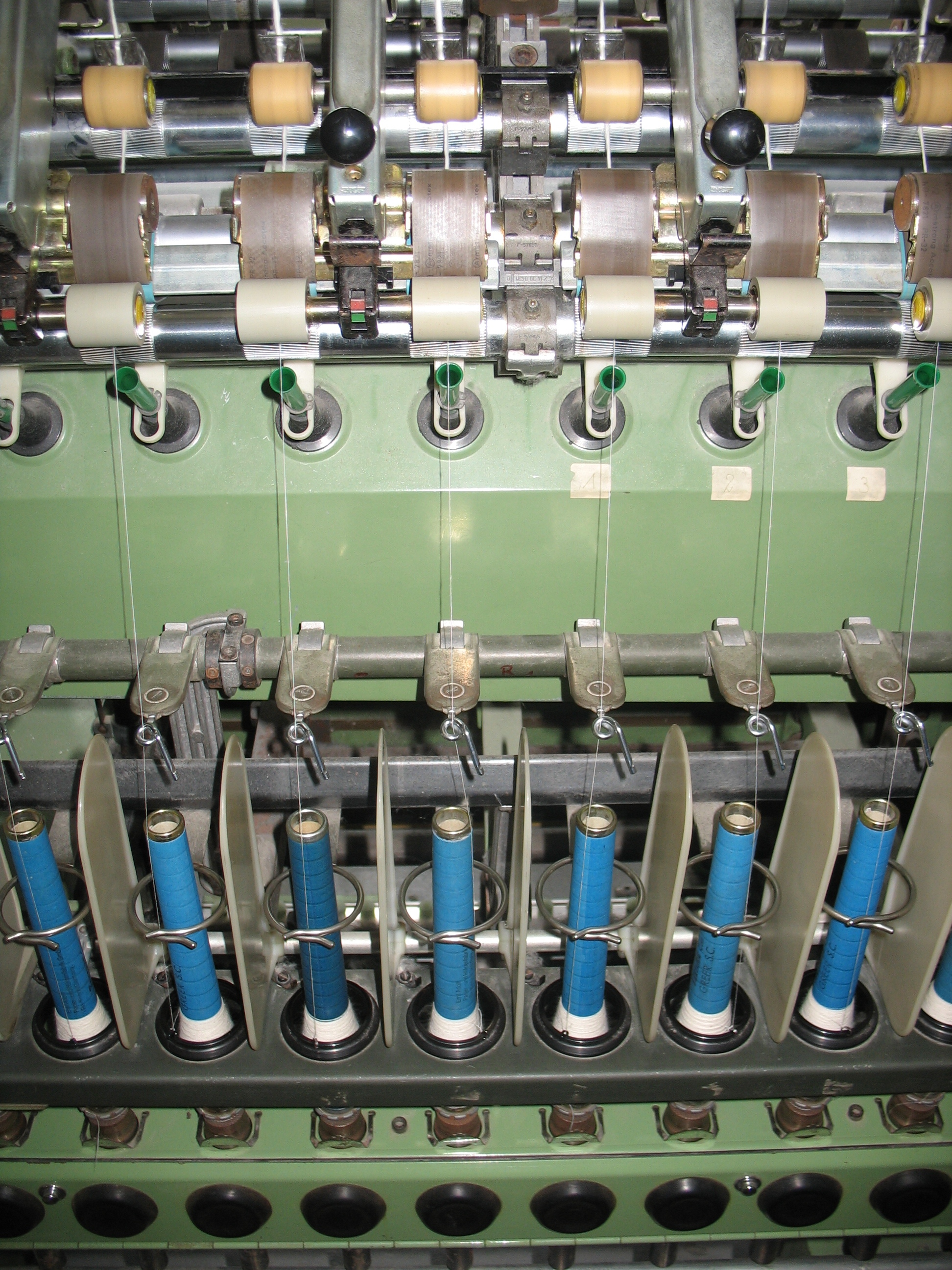
Výroba příze na prstencovém stroji: Jednotlivé nitě se navíjí na potáče

Nit je souhrnný pojem pro jednoduché nebo skané příze, který se používá pro obecné vyjádření jejich vnějšího tvaru
Pro rozlišení výrazu nit a příze platí tato definice jen omezeně. Původně (asi do 14. století) byla obě slova absolutní synonyma.
V 21. století se v odborném i hovorovém jazyce oba výrazy často zaměňují (jsou nadále synonymní), pro některé případy nebo situace se však používá jen jedna z obou variant. Pro „správné“ použití není známá žádná norma nebo pravidlo.

## Příklady rozdílu mezi oběma pojmy
Aktuální poměry (nebo trendy) je možné odvodit jen z porovnání praktických příkladů, které se dají případně shrnout do určitých skupin.

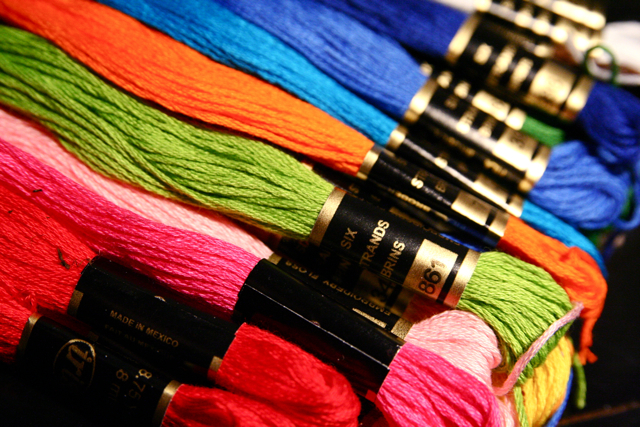
Vyšívací nitě (šestinásobně skaná bavlněná příze)

Druhy textilií, které se (zpravidla) označují:
Jen jako nit
- když se (s přívlastkem) výrazně odlišují od ostatních částí stejného výrobku (vazná, smyčková, útková, efektní)[3]
- když se udává počet jednotlivých exemplářů („30 osnovních nití na centimetr“, „sdružování 2 až 5 nití“)[4]

Jen jako příze se označují textilie s přívlastkem
- v závislosti na původním materiálu a dosavadním zpracování: vlněná, staplová, rotorová, skaná, barevná)[5]
- podle účelu, pro který byla zhotovena: tkalcovská, ručně pletací (hovor.: vlna), osnovní, efektní, háčkovací (hovor.: bavlnka) … aj. [6]

Výjimka (pouze v češtině): šicí nit (v jiných jazycích: příze na šití)
Oba pojmy se dají použít v závislosti na záměru nebo posouzení uživatele:
Např.: viz hořejší snímek, „soukání nití....brzdění a čištění příze (soukaných nití)“, „průměr nití …s efektivním průměrem příze“, „kontrole příze …na probíhající niti.

## Některé výrobky

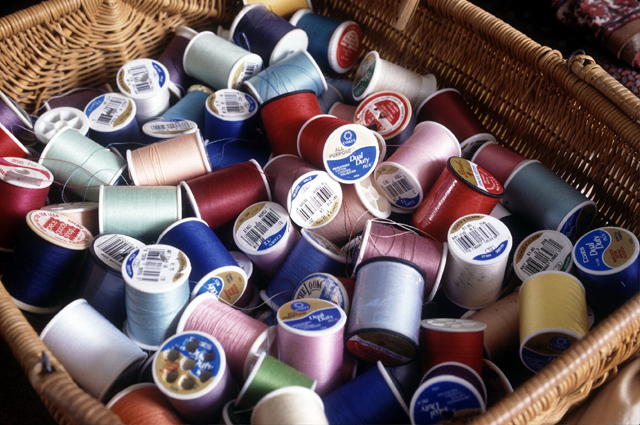
Šicí nitě

Podle různých kritérií (technologický postup, materiálové složení atd.) jsou niťárenské výrobky označovány obecně jako
- háčkovací příze
- šicí hedvábí
- šicí nitě
- obuvnické nitě
- vyšívací bavlnky
- štupovací bavlnky